# Nodar Khizanishvili
Nodar Khizanishvili   (Batumi, 31 de gener de 1953) és un exfutbolista georgià de la dècada de 1970.
Fou 1 cop internacional amb la selecció de la Unió Soviètica.
Pel que fa a clubs, defensà els colors de FC Dinamo Tbilisi.